# ريناتا لوكاس
ريناتا لوكاس (بالبرتغالية: Renata Lucas‏) هي فنانة برازيلية، ولدت في 1971 في ريبيراو بريتو في البرازيل.

## وصلات خارجية
- ريناتا لوكاس على موقع IMDb (الإنجليزية)